# Kemi
Kemi (severosámsky Giepma) je obec ležící na stejnojmenné řece ve finské provincii Lappi.

Na území obce žije 23 424 obyvatel. Obec leží na území o velikosti 91,96 km², z čehož 1,25 km² jsou vodní plochy. Hustota zalidnění je 256,2 obyvatel na km².
Průmysl města se soustředí především na zpracování dřeva a papírenství. V Kemi je také jediný chromový důl v Evropě, který dodává chrom ferochromové elektrárně v nedalekém Torniu. V Kemi je situována Univerzita aplikovaných věd Kemi-Tornio.
Kemi je ve světě známé největším hradem ze sněhu na světě (který je každoročně rekonstruován).

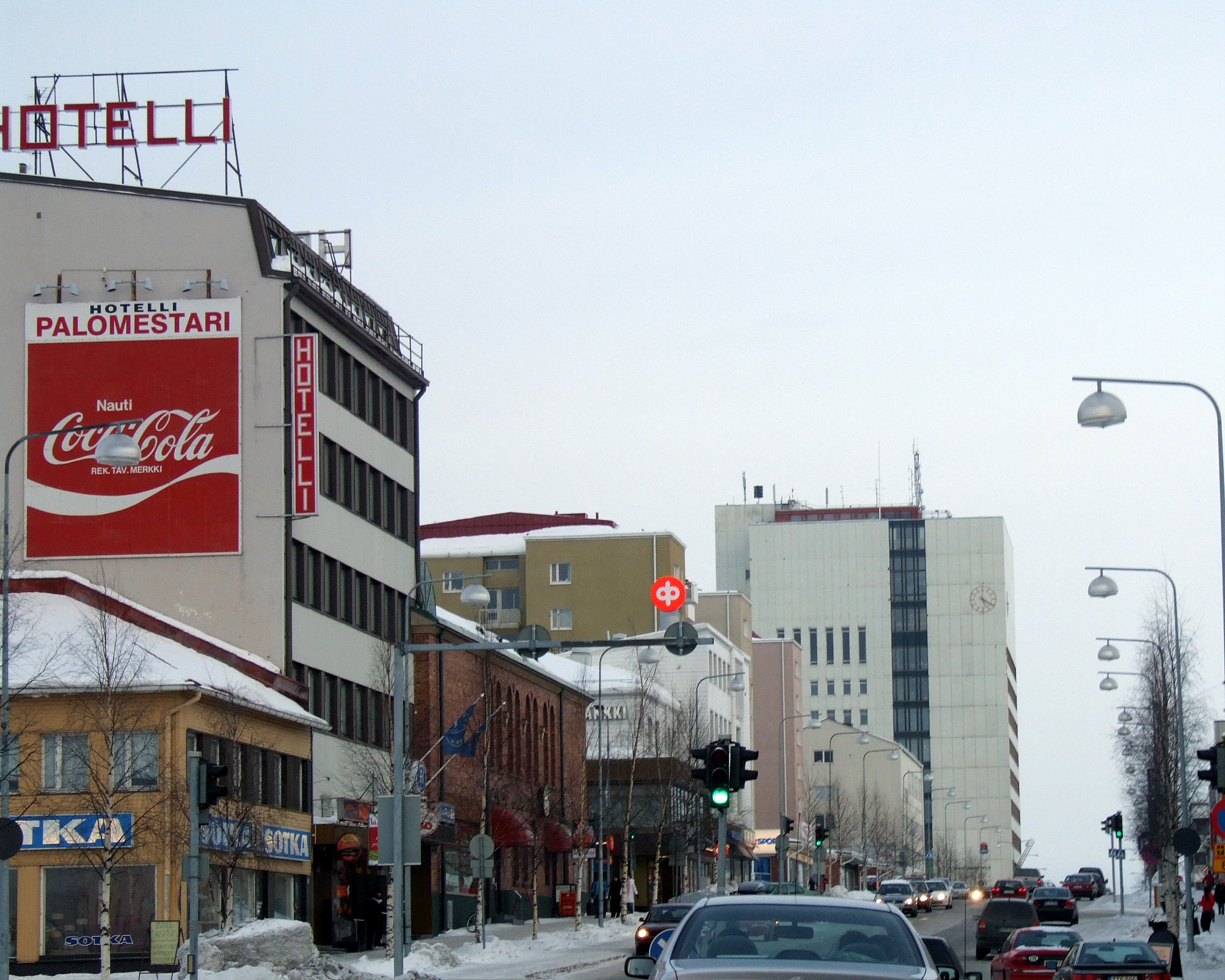
Hlavní ulice Valtakatu

## Památky a pozoruhodnosti
- Kemský kostel
- Sněhový hrad v Kemi
- Galerie drahokamů
- Ledoborec Sampo

## Různé
Kemi je domovem power metalové skupiny Sonata Arctica.

## Partnerská města
- Liptovský Mikuláš, Slovensko
- Newtownards, Severní Irsko
- Severomorsk, Rusko